# Matthew Jolly
Pour les articles homonymes, voir Jolly.
Pas d'image ? Cliquez ici

a Compétitions nationales et continentales officielles uniquement.

Matthew Jolly est né le 16 janvier 1976. C'est un joueur australien de rugby à XV évoluant au poste de deuxième ligne.

## Carrière de joueur

### En club
- Edimbourg Rugby 2001-2002
- Section paloise 2002-2004
- Tarbes Pyrénées 2004-2006
- Racing Métro 92 2006-2009

## Palmarès
- Champion de France de rugby à XV Pro D2 avec le Racing Métro 92